# Naaktrecreatie

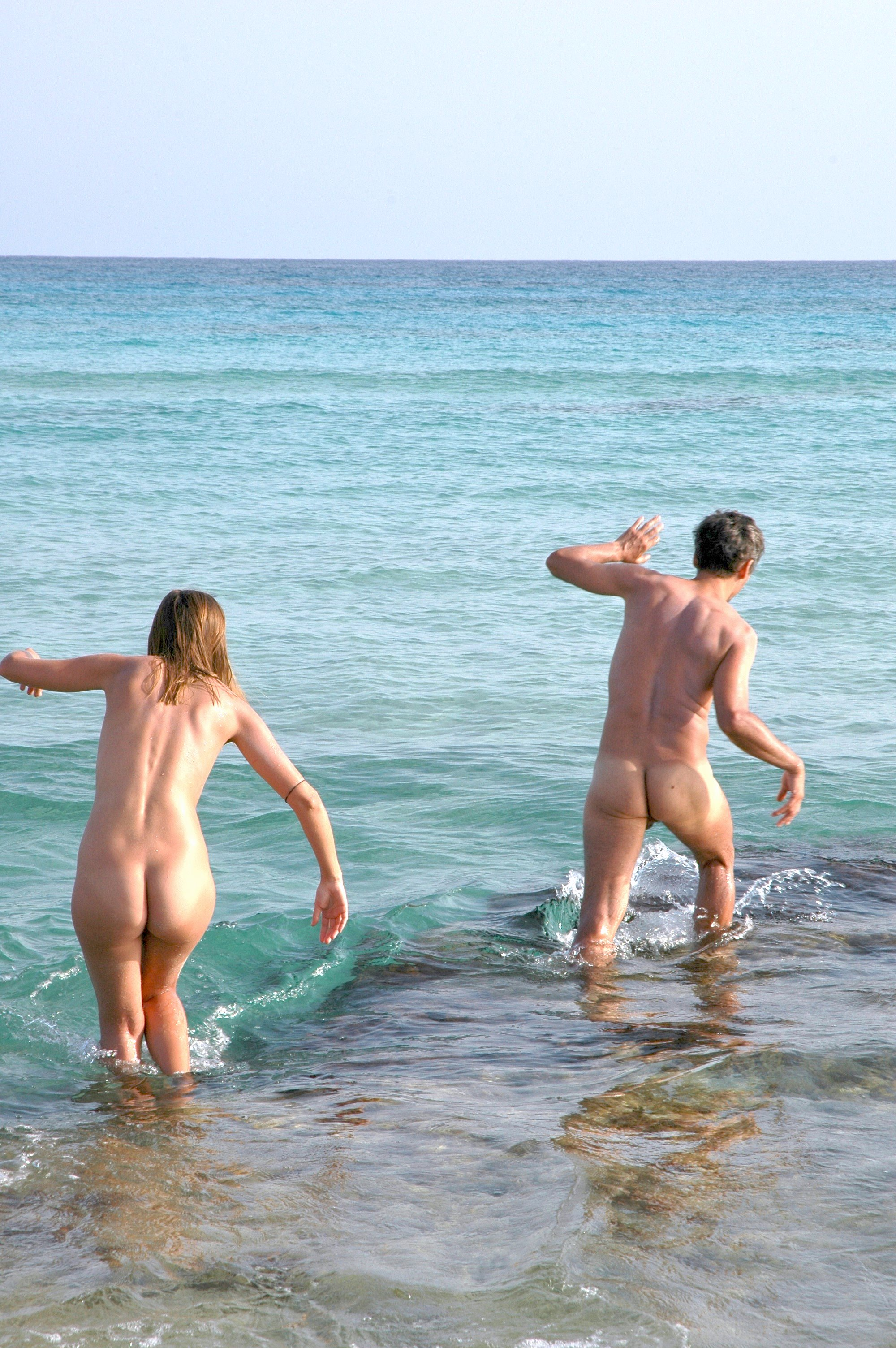
Naaktrecreatie in zee

Naaktrecreatie is recreëren zonder kleding. Het gaat hierbij om naaktheid. Dit kan vanuit een naturistische benadering gedaan worden. Ook zijn er mensen waarbij het alleen om “het naakt kunnen zijn” gaat, zoals bij nudisme.
Plaatsen waar men gemeenschappelijk naakt kan recreëren zijn:
- Naaktstranden, vaak een deel van een strand;
- Naturistencamping of naturistenterrein;
- Sommige zwembaden stellen hun bad tijdens bepaalde uren voor naaktzwemmen open;
- Speciaal opgestelde delen van open water en natuurgebieden. De Harzer Naturistenstieg is in Duitsland het eerste officiële naaktwandelpad;
- Sauna's (niet altijd).

## Wetgeving

### Nederlandse wetgeving over ongekleed zijn in de openbare ruimte
Zich ongekleed bevinden op of aan een voor het openbaar verkeer bestemde plaats is toegestaan op een daartoe door de gemeente aangewezen geschikte plaats (hieronder vallen onder meer officiële naaktstranden). Daarbuiten ook, als deze voor ongeklede recreatie geschikt is (uiteindelijk te beoordelen door de rechter).
Wat valt onder "ongekleed zijn" wordt niet in de wet vermeld. In de praktijk valt er in ieder geval een ontbloot onderlijf (vanaf de gordel tot ongeveer twee hand boven de knieën) onder (met mogelijk een uitzondering voor een jong kind). Of blote borsten van een vrouw eronder vallen, met mogelijk een uitzondering voor het geven van borstvoeding, is niet vastgelegd. In verschillende badplaatsen zijn buiten het strand blote bovenlijven zowel voor man als vrouw binnen de bebouwing ongewenst.

## Prettig bloot
Voor meerdere locaties in Nederland is het keurmerk Prettig Bloot afgegeven. Dit keurmerk wordt beheerd door de Naturisten Federatie Nederland (NFN). Het is een zekere garantie voor kernwaarden als veiligheid, vrijheid, respect, openheid en gastvrijheid die aan Nederlandse terreinen en organisaties afgeven kan worden. Het protocol voor de gedragscode die hierbij hoort is er om ongewenst gedrag te voorkomen. Het keurmerk kan aan bepaalde locaties alleen na accreditatie door de NFN worden toegekend.